# ATD Vierde Wereld
ATD Vierde Wereld is een door de Franse priester Joseph Wresinski in 1957 opgerichte internationale beweging tegen armoede en uitsluiting in de wereld.

## Geschiedenis
ATD Vierde Wereld heeft vestigingen in 26 landen in Azië, Europa, Afrika, en Amerika. ATD staat voor Agir Tous pour la Dignité (vrij vertaald: allen samen in de weer voor waardigheid).
In 1971 werd de Belgische vestiging van ATD Vierde Wereld gesticht en het jaar daarop de Nederlandse vestiging. Een belangrijke rol bij de oprichting van beide vestigingen speelde mevrouw Alwine barones de Vos van Steenwijk; zij was jarenlang de voorzitter van de internationale beweging ATD Vierde Wereld. In België was de mede-oprichtster Francine Didisheim (1933-2011), zus van Michel Didisheim en echtgenote van dokter Bernard de la Gorce. Zij was jarenlang de ondervoorzitster van de internationale beweging.
De naam ‘Vierde Wereld’ is gekozen naar analogie van de "eerste, tweede, derde wereld". Vierde Wereld verwijst ook naar Vierde stand, de groep die in Frankrijk als laatste stemrecht kreeg en het minste aanzien had. 
ATD Vierde wereld heeft een raadgevende status bij de Verenigde Naties, de ILO en de Raad van Europa.
De beweging slaagde erin om 17 oktober te doen uitroepen tot Internationale dag voor de uitroeiing van armoede (ook: Werelddag van verzet tegen extreme armoede), een dag die in 1992 erkend werd door de Verenigde Naties.
Een van de presidenten van de organisatie was de invloedrijke Franse verzetsstrijdster Geneviève de Gaulle-Anthonioz, een nichtje van Charles de Gaulle en overlevende van Ravensbrück.

## ATD Vierde Wereld (in België en Nederland)
- In Nederland exploiteert de beweging een recreatieboerderij ‘t Zwervel in Wijhe, waar ontmoeting en vorming plaatsvindt met mensen die wel en niet zelf armoede kennen.
- In Nederland en in België worden met enige regelmaat acties gevoerd om de inzichten van mensen in armoede onder de aandacht van politici en bestuurders te brengen.
- Door het organiseren van lokale groepen trachten de medewerkers van de beweging contact te houden met de armste delen van de bevolking.
- In 2001 is het initiatief genomen om de geschiedenis van de armsten in Europa te beschrijven (project Fonto)[5].
- In 2022 bracht ATD een boek uit in samenwerking met gezinnen die uithuisplaatsing van kinderen al meerdere generaties meemaken. Recht op bescherming van het gezin, uithuisplaatsing van kinderen en schrijnende armoede.